# James Cimino
James E. Cimino (n. 1928, New York City, New York, SUA – d. 11 februarie 2010) a fost un medic specializat în îngrijiri paliative. El este cel mai bine cunoscut pentru invenția fistulei Cimino și pentru activitatea sa ca administrator la Spitalul Calvar în Centrul de Îngrijire Paliativă care este astăzi.
Dr. Cimino a mers la New York University School of Medicine și și-a făcut rezidențiatul în medicină internă la Universitatea din Buffalo, urmat de o bursă în fiziologie. Apoi s-a mutat înapoi în Bronx pentru a lucra la Spitalul de Administrație al Veteranilor din Bronx unde a început un program de dializă. El a dezvoltat tehnici de utilizare pentru fistula arteriovenoasă la pacienții cu insuficiență renală, ceea ce a dus la o prezentare în 1966 la convenția Societății americane pentru organe interne artificiale. Prezentarea sa la început a fost întâmpinată cu indiferență, dar în cele din urmă a fost stabilită ca o contribuție importantă la domeniu.